# سام كينيدي
سام كينيدي (بالإنجليزية: Sam Kennedy)‏ (8 أبريل 1881 المملكة المتحدة - 31 أغسطس 1955) هو لاعب كرة قدم بريطاني سابق كان يلعب كمهاجم.